# 王厚卿
王厚卿（1934年—），湖南长沙人，中国人民解放军将领、中国人民解放军中将。 
1992年11月出任国防大学副校长。1993年，被授予中国人民解放军中将。
著有《軍事思想與現代戰役研究》。